# Marcus Henderson Cruikshank
Marcus Henderson Cruikshank (* 12. Dezember 1826 im Autauga County, Alabama; † 10. Oktober 1881 in Talladega, Alabama) war ein US-amerikanischer Jurist und Politiker.

## Werdegang
Marcus Henderson Cruikshank, Sohn von Lovedy Campbell McNeil und George Patterson Cruikshank, wurde 1826 im Autauga County geboren. Über seine Jugendjahre ist nichts bekannt. Er studierte Jura und begann nach dem Erhalt seiner Zulassung als Anwalt zu praktizieren. Seine Studienzeit war von der Wirtschaftskrise von 1837 überschattet und die Folgejahre vom Mexikanisch-Amerikanischen Krieg. Cruikshank schloss sich zuerst der Whig Party an und nach deren Zerfall der Constitutional Union Party. Er war Bürgermeister von Talladega (Talladega County). 1863 wurde Cruikshank für den vierten Wahlbezirk von Alabama in den zweiten Konföderiertenkongress gewählt. Bei seiner Wahl schlug er den konföderierten Kongressabgeordneten Jabez Lamar Monroe Curry (1825–1903). Cruikshank trat seinen Posten am 18. Februar 1864 an und bekleidete diesen bis zum Ende der Konföderation 1865. Er verunglückte 1881 tödlich, als er während des Reitens vom Pferd abgeworfen wurde. Sein Leichnam wurde dann auf dem Clark Hill Cemetery in Talladega beigesetzt.